# No.0
『No.0』（ナンバーゼロ）は、日本のロックバンド、BUCK-TICKの21枚目のオリジナルアルバム。2018年3月14日にLingua Sounda/JVCケンウッド・ビクターエンタテインメントから発売された。

## 解説
前作『アトム 未来派 No.9』より1年6ヶ月ぶりとなるオリジナルアルバムである。タイトルは今井寿曰く「だって『No.9』の次だもん」とのこと。
チャート上では『Six/Nine』以来23年ぶりとなるベスト3入りを獲得した。

## 収録曲
1. 零式13型「愛」
  - 作詞：櫻井敦司 / 作曲：今井寿
2. 美醜LOVE
  - 作詞：櫻井敦司 / 作曲：今井寿
3. GUSTAVE
  - 作詞：櫻井敦司 / 作曲：今井寿

今井が愛読しているヒグチユウコの「ギュスターヴくん」から着想を得た楽曲。
GARIのYOW-ROWがマニピュレート、シンセサイザーで参加。
4. Moon さよならを教えて
  - 作詞：櫻井敦司 / 作曲：今井寿

2nd先行シングル。シングル盤とはイントロが若干異なる。1st先行シングル「BABEL」のB面には、石野卓球によるリミックスが収録されている。
当初は「スフィア」という仮タイトルだった。
5. 薔薇色十字団 - Rosen Kreuzer -
  - 作詞：櫻井敦司 / 作曲：星野英彦

POLYSICSのハヤシがプログラミングで参加。
6. サロメ - femme fatale -
  - 作詞：櫻井敦司 / 作曲：星野英彦

2nd先行シングルのB面曲。シングル盤とはアレンジが若干異なる。
スマートフォンゲーム「クリスタル オブ リユニオン」新章テーマ曲。
GARIのYOW-ROWがマニピュレート、シンセサイザーで参加。
7. Ophelia
  - 作詞：櫻井敦司 / 作曲：星野英彦

Cube Juiceがマニピュレートで参加。
8. 光の帝国
  - 作詞/作曲：今井寿

タイトルはルネ・マグリットの同名作品から。稲垣足穂の作品のイメージで歌詞を書き、今井の仕事場に飾ってあるマグリットの『光の帝国』が目に入ったことで、最後にタイトルを決めたという。
Cube Juiceがマニピュレートで参加。
9. ノスタルジア - ヰタ メカニカリス -
  - 作詞/作曲：今井寿

タイトルは稲垣足穂の「ヰタ・マキニカリス」のパロディ[2]。
Aメロは今井と櫻井によるポエトリーリーディング、サビは櫻井のボーカルで構成されている。
10. IGNITER
  - 作詞/作曲：今井寿
11. BABEL
  - 作詞：櫻井敦司 / 作曲：今井寿

先行シングル。
GARIのYOW-ROWがマニピュレート、シンセサイザーで参加。
12. ゲルニカの夜
  - 作詞：櫻井敦司 / 作曲：今井寿

歌詞は今井が付けた「guernica」という仮タイトルを基に、櫻井が幼少期に兄と映画館で『時計は生きていた[3]』を観た時の思い出を描いた楽曲。
13. 胎内回帰
  - 作詞：櫻井敦司 / 作曲：今井寿

## 参加ミュージシャン
- 櫻井敦司 - ボーカル
- 今井寿 - ギター、エレクトロニクス、ヴォックス、ノイズ
- 星野英彦 - ギター、コーラス
- 樋口豊 - ベース
- ヤガミトール - ドラムス

### ゲスト・サポートミュージシャン
- 横山和俊 - マニピュレート、シンセサイザー (#1・2・4・9・10・12・13)
- CUBE JUICE - マニピュレート (#7・8)
- YOW-ROW (GARI) - マニピュレート、シンセサイザー (#3・6・11)
- ハヤシヒロユキ (POLYSICS) - プログラミング (#5)